# Kortkerosský rajón
Kortkerosský rajón (rusky Корткеросский район, komi Кöрткерöс район) je administrativně-územní jednotka (komunální rajón) v Komijské republice v Rusku. Administrativním centrem je vesnice (selo) Kortkeros. Kortkerosský rajón se počítá mezi rajóny Dálného severu. Byl založen 14. července 1939.

## Geografie
Rajón se rozkládá na území o rozloze 19,7 tisíc km² (asi 5% území republiky Komi). Na jihu Kortkerosský rajón hraničí s Kojgorodským rajónem (republika Komi) a Permskou oblastí, na severu s Kňažpogostským rajónem, západní hranici sdílí s Syktyvdinským rajónem a východní s Usť-Kulomským rajónem.
Mezi nevýznamnější tok patří Vyčegda. Územím rajónu dále protékají řeky Višera, Lokčim a Nivšera, všechny patří do povodí řeky Vyčegda. Reliéf představuje mírně kopcovitou nížinu s členitou hustou říční sítí. Rajón poskytuje zásoby přírodních zdrojů jako jsou ropné břidlice, směsi písku štěrku, hlína a železná ruda. Podnebí je mírné kontinentální. Průměrná lednová teplota je -17 °C, červencová se pohybuje na 16 °C. Průměrný roční úhrn srážek činí 550 mm.
Z půdních typů se na území Kortkerosského rajónu vyskytují podzolově bažinaté, železnaté, podzolové a prachově hlinité půdy. Rajón leží v podoblasti tajgy (parma; v doslovném překladu z komi-permjačtiny parma znamená panenský les). Lesy jsou smrkově-borovicové s příměsí břízy a osiky. Obyvateli lesů jsou medvědi, vlci, zajíci, vydry, tetřev hlušec, tetřívek obecný, koroptev a jiní. K chráněným přírodním památkám se řadí 3 cedrové rezervace a 23 bažin.

## Demografie
- 2002 — 23 642 obyv.
- 2005 — 23 200 obyv.
- 2009 — 22 542 obyv.
- 2010 — 19 658 obyv.
- 2011 — 19 547 obyv.
- 2012 — 19 213 obyv.
- 2013 — 19 202 obyv.
- 2014 — 19 169 obyv.
- 2015 — 18 954 obyv.
- 2016 — 18 814 obyv.

## Administrativní členění

### Městské a vesnické okresy
| №. | Městské a vesnické okresy                       | Administrativní centrum | Počet sídelních útvarů | Počet obyvatel | Rozloha [km2] |
| -- | ----------------------------------------------- | ----------------------- | ---------------------- | -------------- | ------------- |
| 1  | Komunální útvar vesnického okresu „Bogorodsk“   | selo Bogorodsk          | 5                      | 1 066 ↘        | 4,92          |
| 2  | Komunální útvar vesnického okresu „Bolšelug“    | selo Bolšelug           | 4                      | 989 ↘          | 14,53         |
| 3  | Komunální útvar vesnického okresu „Vomyn“       | selo Vomyn              | 2                      | 492 ↘          | 15,43         |
| 4  | Komunální útvar vesnického okresu „Dodz“        | selo Dodz               | 3                      | 905 ↗          | 14,60         |
| 5  | Komunální útvar vesnického okresu „Keres“       | selo Keres              | 4                      | 643 ↗          | 30,00         |
| 6  | Komunální útvar vesnického okresu „Kortkeros“   | selo Kortkeros          | 1                      | 4 700 ↗        | 28,66         |
| 7  | Komunální útvar vesnického okresu „Madža“       | selo Madža              | 3                      | 346 ↘          | 1,53          |
| 8  | Komunální útvar vesnického okresu „Mordino“     | selo Mordino            | 5                      | 1 259 ↘        | 18,01         |
| 9  | Komunální útvar vesnického okresu „Namsk“       | sídlo Namsk             | 2                      | 447 ↘          | 3,85          |
| 10 | Komunální útvar vesnického okresu „Njobdino“    | selo Njobdino           | 6                      | 553 ↗          | 11,59         |
| 11 | Komunální útvar vesnického okresu „Nivšera“     | selo Nivšera            | 4                      | 1 303 ↘        | 3,53          |
| 12 | Komunální útvar vesnického okresu „Pezmeg“      | selo Pezmeg             | 2                      | 1 076 ↗        | 6,38          |
| 13 | Komunální útvar vesnického okresu „Podtybok“    | sídlo Podtybok          | 1                      | 1 028 ↘        | 0,47          |
| 14 | Komunální útvar vesnického okresu „Podjelsk“    | selo Podjelsk           | 3                      | 590 ↘          | 3,96          |
| 15 | Komunální útvar vesnického okresu „Poztykeres“  | selo Poztykeres         | 3                      | 289 ↘          | 2,70          |
| 16 | Komunální útvar vesnického okresu „Priozjornyj“ | sídlo Priozjornyj       | 2                      | 836 ↘          | 5,63          |
| 17 | Komunální útvar vesnického okresu „Storoževsk“  | selo Storoževsk         | 1                      | 1 665 ↘        | 19,61         |
| 18 | Komunální útvar vesnického okresu „Usť-Lekčim“  | sídlo Usť-Lekčim        | 2                      | 627 ↘          | 3,91          |

### Sídelní útvary
| №. | Sídelní útvar | Rusky        | Typ sídelního útvaru | Počet obyvatel | Komunální útvar                                 |
| -- | ------------- | ------------ | -------------------- | -------------- | ----------------------------------------------- |
| 1  | Adžerom       | Аджером      | sídlo                | 774            | Komunální útvar vesnického okresu „Pezmeg“      |
| 2  | Aleksejevka   | Алексеевка   | vesnice (děrevňa)    | 103            | Komunální útvar vesnického okresu „Nivšera“     |
| 3  | Anikejevka    | Аникеевка    | vesnice (děrevňa)    | 9              | Komunální útvar vesnického okresu „Njobdino“    |
| 4  | Anufrijevka   | Ануфриевка   | vesnice (děrevňa)    | 2              | Komunální útvar vesnického okresu „Njobdino“    |
| 5  | Bajarkeres    | Баяркерес    | vesnice (děrevňa)    | 14             | Komunální útvar vesnického okresu „Poztykeres“  |
| 6  | Bogorodsk     | Богородск    | vesnice (selo)       | 697            | Komunální útvar vesnického okresu „Bogorodsk“   |
| 7  | Bolšelug      | Большелуг    | vesnice (selo)       | 680            | Komunální útvar vesnického okresu „Bolšelug“    |
| 8  | Važkurja      | Важкуръя     | vesnice (děrevňa)    | 258            | Komunální útvar vesnického okresu „Priozjornyj“ |
| 9  | Věselovka     | Веселовка    | sídlo                | 181            | Komunální útvar vesnického okresu „Mordino“     |
| 10 | Vizjabož      | Визябож      | vesnice (děrevňa)    | 127            | Komunální útvar vesnického okresu „Dodz“        |
| 11 | Vizjabož      | Визябож      | sídlo                | 471            | Komunální útvar vesnického okresu „Dodz“        |
| 12 | Vomyn         | Вомын        | vesnice (selo)       | 470            | Komunální útvar vesnického okresu „Vomyn“       |
| 13 | Vylyb         | Выльыб       | vesnice (děrevňa)    | 226            | Komunální útvar vesnického okresu „Bolšelug“    |
| 14 | Daň           | Дань         | vesnice (děrevňa)    | 56             | Komunální útvar vesnického okresu „Mordino“     |
| 15 | Dodz          | Додзь        | vesnice (selo)       | 189            | Komunální útvar vesnického okresu „Dodz“        |
| 16 | Zuleb         | Зулэб        | vesnice (děrevňa)    | 103            | Komunální útvar vesnického okresu „Bolšelug“    |
| 17 | Ivanovka      | Ивановка     | vesnice (děrevňa)    | 10             | Komunální útvar vesnického okresu „Nivšera“     |
| 18 | Ivanovskaja   | Ивановская   | vesnice (děrevňa)    | 53             | Komunální útvar vesnického okresu „Bolšelug“    |
| 19 | Karmylk       | Кармыльк     | vesnice (děrevňa)    | 0              | Komunální útvar vesnického okresu „Madža“       |
| 20 | Keres         | Керес        | vesnice (selo)       | 319            | Komunální útvar vesnického okresu „Keres“       |
| 21 | Konša         | Конша        | vesnice (děrevňa)    | 27             | Komunální útvar vesnického okresu „Mordino“     |
| 22 | Kortkeros     | Корткерос    | vesnice (selo)       | 4 700          | Komunální útvar vesnického okresu „Kortkeros“   |
| 23 | Kurjador      | Куръядор     | vesnice (děrevňa)    | 13             | Komunální útvar vesnického okresu „Madža“       |
| 24 | Laborem       | Лаборем      | vesnice (děrevňa)    | 93             | Komunální útvar vesnického okresu „Keres“       |
| 25 | Lopydino      | Лопыдино     | vesnice (děrevňa)    | 87             | Komunální útvar vesnického okresu „Namsk“       |
| 26 | Luň           | Лунь         | vesnice (děrevňa)    | 13             | Komunální útvar vesnického okresu „Bogorodsk“   |
| 27 | Madža         | Маджа        | vesnice (selo)       | 331            | Komunální útvar vesnického okresu „Madža“       |
| 28 | Martity       | Мартиты      | sídlo                | 33             | Komunální útvar vesnického okresu „Usť-Lekčim“  |
| 29 | Mordino       | Мордино      | vesnice (selo)       | 1 095          | Komunální útvar vesnického okresu „Mordino“     |
| 30 | Navolok       | Наволок      | vesnice (děrevňa)    | 27             | Komunální útvar vesnického okresu „Podjelsk“    |
| 31 | Namsk         | Намск        | sídlo                | 419            | Komunální útvar vesnického okresu „Namsk“       |
| 32 | Njobdino      | Нёбдино      | vesnice (selo)       | 456            | Komunální útvar vesnického okresu „Njobdino“    |
| 33 | Nivšera       | Нившера      | vesnice (selo)       | 1 318          | Komunální útvar vesnického okresu „Nivšera“     |
| 34 | Novik         | Новик        | vesnice (děrevňa)    | 18             | Komunální útvar vesnického okresu „Podjelsk“    |
| 35 | Parkeros      | Паркерос     | vesnice (děrevňa)    | 0              | Komunální útvar vesnického okresu „Njobdino“    |
| 36 | Pasvomyn      | Пасвомын     | vesnice (děrevňa)    | 4              | Komunální útvar vesnického okresu „Bogorodsk“   |
| 37 | Pezmeg        | Пезмег       | vesnice (selo)       | 318            | Komunální útvar vesnického okresu „Pezmeg“      |
| 38 | Podtybok      | Подтыбок     | sídlo                | 1 028          | Komunální útvar vesnického okresu „Podtybok“    |
| 39 | Podjelsk      | Подъельск    | vesnice (selo)       | 585            | Komunální útvar vesnického okresu „Podjelsk“    |
| 40 | Poztykeres    | Позтыкерес   | vesnice (selo)       | 176            | Komunální útvar vesnického okresu „Poztykeres“  |
| 41 | Priozjornyj   | Приозёрный   | sídlo                | 603            | Komunální útvar vesnického okresu „Prijozornyj“ |
| 42 | Rusanovskaja  | Русановская  | vesnice (děrevňa)    | 13             | Komunální útvar vesnického okresu „Nivšera“     |
| 43 | Sobino        | Собино       | sídlo                | 116            | Komunální útvar vesnického okresu „Poztykeres“  |
| 44 | Storoževsk    | Сторожевск   | vesnice (selo)       | 1 665          | Komunální útvar vesnického okresu „Storoževsk“  |
| 45 | Sjuzjayb      | Сюзяыб       | vesnice (děrevňa)    | 170            | Komunální útvar vesnického okresu „Bogorodsk“   |
| 46 | Timasikt      | Тимасикт     | vesnice (děrevňa)    | 13             | Komunální útvar vesnického okresu „Njobdino“    |
| 47 | Troick        | Троицк       | vesnice (děrevňa)    | 240            | Komunální útvar vesnického okresu „Bogorodsk“   |
| 48 | Trofimovskaja | Трофимовская | vesnice (děrevňa)    | 67             | Komunální útvar vesnického okresu „Njobdino“    |
| 49 | Urjol         | Уръёль       | sídlo                | 264            | Komunální útvar vesnického okresu „Keres“       |
| 50 | Usť-Lekčim    | Усть-Лэкчим  | sídlo                | 690            | Komunální útvar vesnického okresu „Usť-Lekčim“  |
| 51 | Čjetdino      | Четдино      | vesnice (děrevňa)    | 88             | Komunální útvar vesnického okresu „Mordino“     |
| 52 | Ežol          | Эжол         | vesnice (děrevňa)    | 74             | Komunální útvar vesnického okresu „Keres“       |
| 53 | Jakuševsk     | Якушевск     | vesnice (děrevňa)    | 61             | Komunální útvar vesnického okresu „Vomyn“       |